# Vlag van Gelderland
De vlag van Gelderland is een horizontale driekleur in de kleuren (vanaf boven) blauw, geel en zwart. De vlag werd op 15 april 1953 door Provinciale Staten vastgesteld. De beschrijving luidt:
"Drie liggende banen van gelijke hoogte, van boven naar beneden: blauw, geel en zwart."

## Symboliek
De drie kleuren zijn afgeleid van het wapen van Gelderland. Dit wapen toont een schild dat wordt gedragen door twee leeuwen. De linkerhelft van het schild toont de gouden leeuw die in een latere versie van het wapen van het Hertogdom Gelre op een blauw schild stond. De rechterhelft bevat de zwarte leeuw van Gulik, die sinds de 14e eeuw ook deel uitmaakt van het Gelderse wapen, omdat de hertogen van Gulik het gezag over Gelre verkregen. Deze leeuw wordt op een gouden achtergrond weergegeven. De drie kleuren blauw, goud (geel) en zwart staan dus centraal in het Gelderse wapen en zijn daarom de Gelderse kleuren. De kleuren zijn vastgesteld in de volgende Pantone codes; PMS 286 voor het blauw, PMS 108, process yellow voor het geel, zwart is standaard. Alle drie de banen nemen een derde van de hoogte in.

Banier volgens het wapenboek Bellenville circa 1350
Windvaan van de Dikke Tinne met Gelderse banier, na 1383 Voerman Museum Hattem

## Geschiedenis
In de ongeveer eerste vijftien jaar na de Tweede Wereldoorlog gingen de Nederlandse provincies eigen vlaggen aannemen. De provincie Gelderland wilde op basis van het provinciewapen een blauw-geel-zwarte vlag, met een hertoghoed op de gele middenbaan. Die moest het oude hertogdom Gelre symboliseren, waaraan de provincie zijn naam heeft ontleend. De Hoge Raad van Adel was echter tegen de opname van een symbool op de driekleur, waarna de huidige vlag is aangenomen.
De vlag werd op 15 april 1953 aangenomen door middel van de publicatie van het vlagbesluit in het Provinciaal Blad van Gelderland. Het ontwerp kon op algemene instemming rekenen van de leden van Provinciale Staten.
Vergeleken met andere provincies is de vlag relatief onbekend. Anno 2014 blijkt na een onderzoek van EenVandaag dat ongeveer twee derde van de Gelderlanders de Gelderse vlag niet kent.